# Anja Karliczek
Anja Karliczek (Ibbenbüren, 29 aprile 1971) è una politica tedesca della CDU,  dal 14 marzo 2018 all'8 dicembre 2021 Ministro dell'Educazione e della ricerca nel quarto governo guidato da Angela Merkel. Nelle elezioni del Bundestag del 2013, 2017 e 2021, Karliczek ha vinto il mandato diretto nella circoscrizione di Steinfurt III..

## Biografia
Anja Maria-Antonia Karliczek (nata Kerssen) a Ibbenbüren è cresciuta con due fratelli a Brochterbeck, dove la famiglia gestisce un hotel dal 1902. Dopo essersi diplomata al liceo nel 1990, ha completato un apprendistato di due anni come impiegata di banca a Osnabrück dove poi è stata assunta. Dal 1993 segue un apprendistato come albergatrice con successiva acquisizione della qualifica di formatore nel settore alberghiero a conduzione familiare. Dal 1994 ha lavorato come senior executive nell'hotel gestito dai fratelli. Dal 2003, Karliczek ha conseguito una laurea part-time in economia aziendale presso la Fernuniversität di Hagen, che ha completato nel 2008.
Oltre alla politica locale, Karliczek è stata coinvolta nella parrocchia cattolica di San Pietro e Paolo a  e al Goethe-Gymnasium di Ibbenbüren.

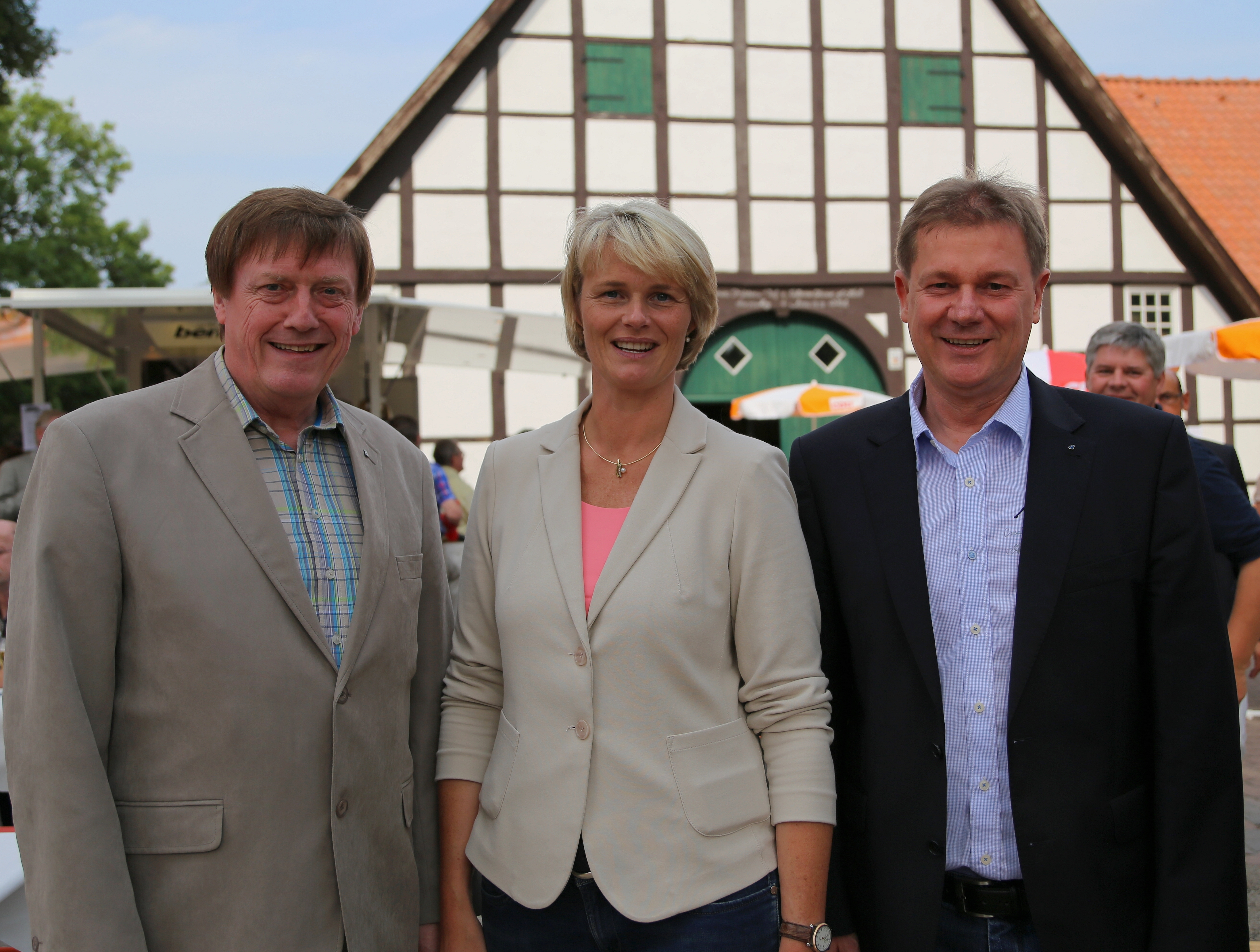
Anja Karliczek con Wilfried Grunendahl (sinistra) e Markus Pieper nel 2013

## Attività politica
Anja Karliczek è entrata a far parte della CDU nel 1998 attraverso la Junge Union. Dal 2004 è membro del consiglio comunale della città di Tecklenburg. Nel suo primo mandato ha presieduto la commissione per la famiglia, gli anziani e gli affari sociali.  Dal 2004 al 2010 ha diretto l'assemblea della Lengerich Adult Education Association. Dopo la sua rielezione nel 2009, è stata inizialmente vicepresidente del gruppo del consiglio della CDU prima di essere eletta presidente del gruppo parlamentare nel 2011. Ha ricoperto questa posizione fino alle sue dimissioni alla fine del 2014. Dall'inizio del 2011 è succeduta a Wilfried Grunendahl come presidente dell'associazione cittadina CDU di Tecklenburg. 

### Eletta al Bundestag
Nella candidatura per le elezioni del Bundestag del 2013 nella circoscrizione Steinfurt III, Anja Karliczek ha prevalso all'interno della CDU alla fine del 2012 contro altri due candidati.  Durante la campagna elettorale, si è concentrata sulla politica economica e delle pmi e della famiglia e si è pronunciata a favore di una migliore compatibilità tra famiglia e carriera, nonché la pensione della madre. Nelle elezioni del Bundestag del 2013, Karliczek ha ricevuto il 47,9% vincendo il mandato diretto. 
Nel gennaio 2017, Karliczek è stata eletta amministratore delegato parlamentare, succedendo a Michaela Noll, che era stata eletta vicepresidente del Bundestag tedesco. 
Nelle elezioni del Bundestag del 2017, Karliczek si è nuovamente candidata per la CDU nel suo collegio elettorale e ha vinto il mandato diretto con il 44,77% dei voti.

## Vita privata
Karliczek è sposata con il pilota Lothar Karliczek dal 1995. La coppia ha tre figli e vive nel quartiere Tecklenburg di Brochterbeck.  Karliczek è cattolica romana.